# Gonodonta ditissima
Gonodonta ditissima là một loài bướm đêm trong họ Noctuidae.